# Apol·lo de Kassel

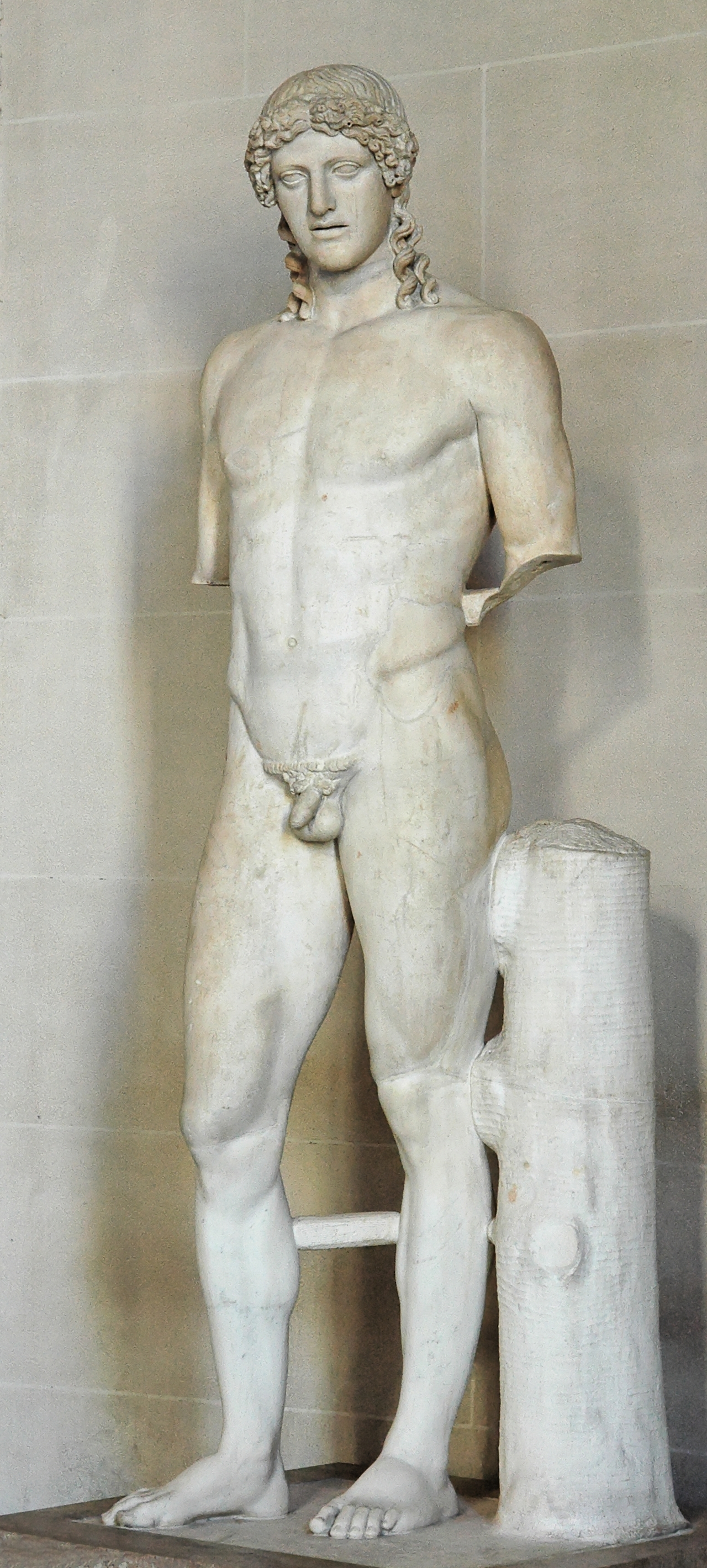
Apol·lo de Kassel al Palau de Wilhelmshöhe

L'Apol·lo de Kassel és una còpia romana d'una antiga estàtua grega, atribuïda a l'escultor clàssic Fídies, que forma part de la col·lecció d'antiguitats del Palau de Wilhelmshöhe, situat a la ciutat de Kassel (Hessen, Alemanya).

## Estàtua
Apol·lo, una de les divinitats principals de la mitologia grecoromana i un déu olímpic, era fill de Zeus i Leto, i germà bessó d'Àrtemis. Possiblement després de Zeus era el déu més venerat en l'antiguitat clàssica: era el déu de la divina distància, que amenaçava o protegia des de l'alt dels cels, i s'identificava amb la llum de la veritat, per això es representava amb el sol. Era el déu de la mort sobtada, de les plagues i malalties, però també el déu de la curació i de la protecció contra les forces malignes. A més, era el déu de la bellesa, de la perfecció, l'harmonia, l'equilibri i la raó, l'iniciador dels joves al món dels adults; estava connectat amb la natura, les herbes i els ramats, i era protector dels pastors, mariners i arquers.
L'estàtua de l'Apol·lo de Kassel és de marbre blanc i té una alçada de 199 cm. Està datada del s. II, realitzada per un escultor romà desconegut com a còpia d'un original de bronze grec perdut. N'hi ha altres 26 còpies conservades, sobretot del cap, i aquesta de Kassel n'és una de les poques que es conserva quasi íntegrament. La gran quantitat de còpies realitzades indica que l'original era una estàtua famosa. El geògraf Pausànias afirmava que en l'Acròpoli atenesa hi havia una estàtua d'Apol·lo realitzada per Fídies. Com que les còpies supervivents són molt semblants a les figures realitzades per Fídies al fris del Partenó, s'ha identificat el model de l'Apol·lo de Kassel com una estàtua més del seu repertori.
L'estàtua grega clàssica de gran grandària està lleument torçada pel canvi del peu i la cama que juga. El cap té trets facials grecs clàssics i el cabell arrissat. Té les espatlles amples i la cintura estreta, amb una definició fina dels músculs. A la mà esquerra l'estàtua original sostenia un arc; mentre que a la dreta, probablement, un saltamartí.

## Troballa
L'estàtua es trobà l'any 1721 a l'antiga Vil·la de Domicià, a la localitat italiana de Sabaudia, al Laci. El 1776 o 1777, el rei Frederic el Gran, que estava interessat en l'art clàssic, influït per les obres de Gotthold Ephraim Lessing i Johann Joachim Winckelmann, adquirí l'estàtua durant un viatge a Itàlia. Anteriorment, probablement estigué guardada en la col·lecció Conti a Roma, potser sota el nom conegut d'Apol·lo Conti, i fou descrita per Winckelmann com "Apol·lo en el Pallaste Conti". El 1779 formava part de la col·lecció del Museu Fridericianum, a Kassel, fins al seu trasllat, el 1974, a la seua ubicació actual.